# Borčany
Borčany és un poble i municipi d'Eslovàquia que es troba a la regió de Trenčín, al districte de Bánovce nad Bebravou. El 2017 tenia 257 habitants. El poble de Borčany es troba a 125 quilòmetres de la capital, Bratislava, als turons de Nitra Loess.
La primera menció escrita, «Borscan» de la vila es remunta al 1113. El poble va pertànyer a la diòcesi de Nitra, més tard als pagesos locals. El 1598 tenia 8 cases, el 1784 11 cases, 10 famílies i 103 habitants. El 1828 tenia deu cases i 102 habitants que es dedicaven principalment a l'agricultura.

## Demografia
| Godina             | 1994 | 2004   | 2014   | 2024   |
| ------------------ | ---- | ------ | ------ | ------ |
| Nombre de persones | 259  | 258    | 251    | 265    |
| Diferència         |      | −0,38% | −2,71% | +5,57% |

| Godina             | 2023 | 2024   |
| ------------------ | ---- | ------ |
| Nombre de persones | 270  | 265    |
| Diferència         |      | −1,85% |